# Anasterias studeri
Anasterias studeri is een zeester uit de familie Asteriidae.
De wetenschappelijke naam van de soort werd in 1891 gepubliceerd door Edmond Perrier.